# Exhaure
L'exhaure désigne le détournement par puisage ou pompage des eaux d'infiltration des mines et milieux souterrains. C'est pourquoi l'on parlera d'« épuisement » des eaux d'infiltration.

## Exhaure dans les mines

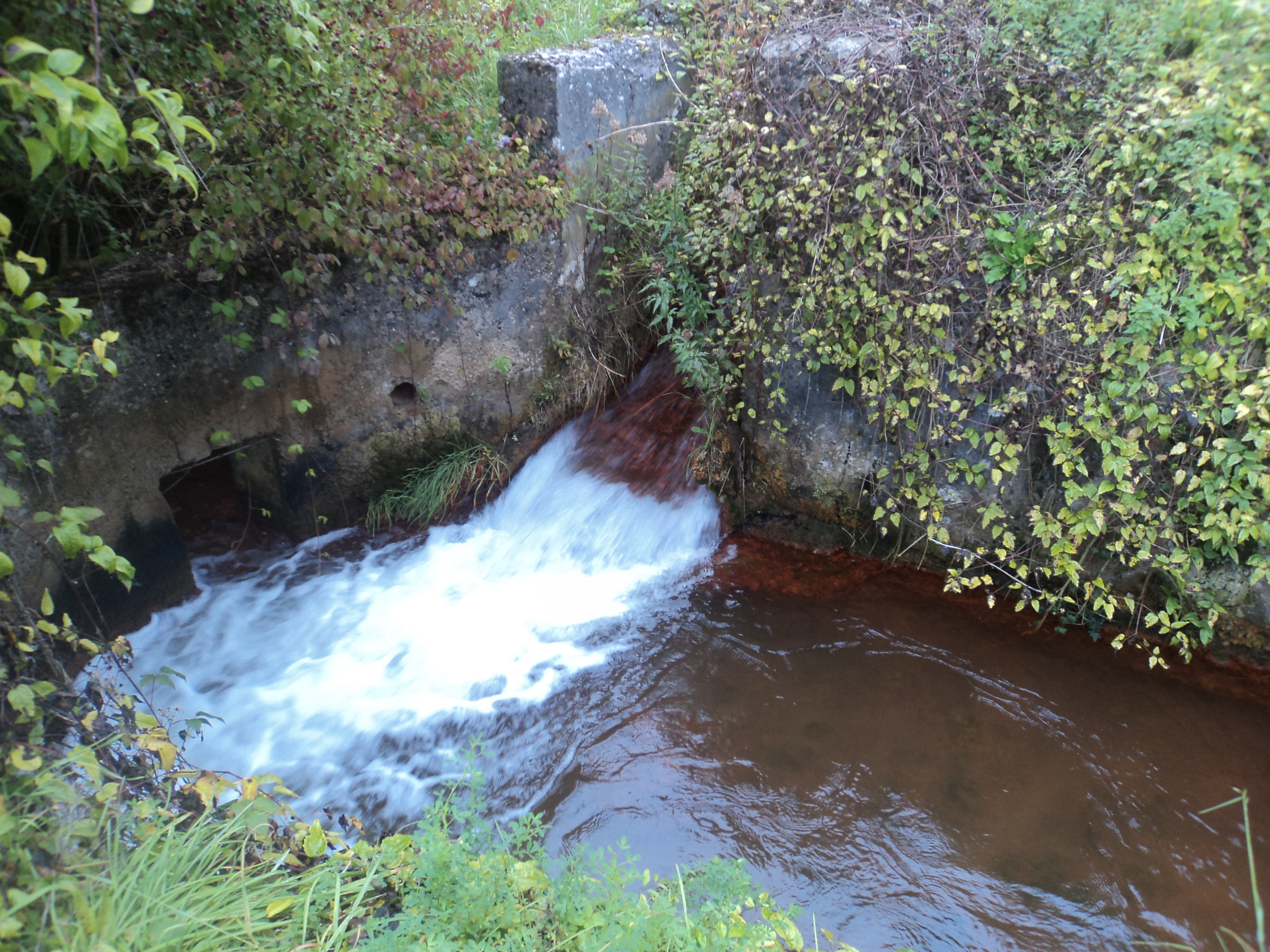
Tucquegnieux, sortie des eaux d'exhaure maintenue active même après l'arrêt des mines pour préserver le débit de la rivière Woigot.

Le pompage de l'eau dans les exploitations souterraines ou les zones adjacentes a deux fonctions principales :
- garder la mine en service au fur et à mesure de son développement en entretenant un rabattement de nappe artificiel. Ceci est indispensable dès lors que des salles ou galeries s'enfoncent plus profondément que le plafond d'une ou plusieurs nappes phréatiques, ce qui est souvent le cas. Ainsi dans les mines de charbon de Lorraine, il fallait pomper 5 000 m3/h d'eau à 1 000 mètres de fond ; ce qui fait que 8 tonnes d'eau devaient être extraites de la mine par tonne de charbon récoltée (selon le BRGM[2]). Rien qu'en Lorraine si lors de l'après-mine on avait voulu éviter l'ennoyage des 180 millions de mètres cubes de vides résiduels laissés par l'extraction du charbon, il aurait fallu dépenser 20 à 25 millions d'euros par an en pompage d'exhaure[3]. Cependant, les zones d'affaissement finissent par être elles-mêmes inondées en surface.
- éviter l'ennoiement des zones d'affaissement minier durant l'après-mine (de 150 à 450 m3/h dans le bassin minier lorrain en 2015[3]).

Le volume d'eau rejeté de certains puits de mine peut ainsi être extrêmement important. À titre d'exemple, l'assèchement de la houillère d'Épinac en Saône-et-Loire exige au milieu des années 1860 l'évacuation quotidienne de quelque 10 000 hectolitres d'eau. Il s'y faisait alors exclusivement au moyen de caisses ou de bennes à eau : ce n'est qu'en 1914 que le service de l'épuisement des eaux y fut entièrement assuré par quarante pompes électriques.

## Types de pompage
Autrefois réalisée par vidange manuelle ou aidée par la traction animale, l'exhaure a été facilitée par des machines à vapeur spécialisées puis par des pompes électriques automatisées. En zone de relief et de mines à ciel ouvert ou peu profondes établies sur le flanc de montagnes ou collines, elle peut également dans certains cas être réalisée par simple gravité, comme dans les areines des mines de charbon de Liège.

Thomas Newcomen a amélioré la puissance des systèmes d'exhaure grâce à une machine à vapeur utilisable pour l’exhaure.

## Traitement des eaux d'exhaure
Les premières années ou décennies (selon l'importance de l'exhaure) les eaux d'exhaure doivent faire l'objet d'un traitement avant rejet dans le milieu naturel car elles peuvent être riches en composés minéraux indésirables : calcium, sels de fer, manganèse, plomb, etc.. Des traitements relativement simples permettent, au moins, de précipiter ces sels pour les rendre moins biodisponibles et d'oxygéner l'eau afin qu'elle soit plus propice à la vie aquatique mais des risques de graves pollutions par les métaux lourds persistent dans certaines conditions, notamment, en cas de « drainage minier acide ».

## Exhaure dans les carrières
Lorsqu'une carrière est ouverte ou approfondie dans une formation minérale aquifère, il est fréquent d'y rencontrer l'eau, soit parce qu'une exsurgence survient, soit parce que la nappe phréatique a été atteinte lors des forages : cela nécessite le pompage de l'eau advenant dans le front de taille du minerai ou minéral exploité.
De plus en plus, le souci de préserver la ressource en eau souterraine conduit à optimiser l'usage de ces eaux d'exhaure : constitution de réservoirs-tampons pour les acheminer vers le réseau public de consommation, ou au contraire les restituer au milieu naturel.

## Tunnel sous la Manche
La réalisation d'un tunnel sous la mer implique une maîtrise parfaite du débit d'eau d'infiltration : c'est la condition essentielle de la réussite du projet. Celle-ci passe par un certain nombre de précautions à prendre au préalable :
- Le choix de la couche géologique la plus étanche possible : craie bleue ;
- Des tunneliers et des voussoirs conçus pour être adaptés au terrain ;
- Une mise en place de sas avant l'exécution des sondages.

Toutes ces précautions sont mises en œuvre pendant le creusement du tunnel, considérant trois origines distinctes de venue d'eau :
- Les débits de fuite du revêtement ;
- Les venues d'eau normales et accidentelles pendant les travaux d'excavation (en tunnelier et travaux annexes) ;
- Le recueil des eaux industrielles utilisées en tunnel.

Le débit de fuite des voussoirs en tunnel correspond au niveau d'étanchéité pour lequel le revêtement a été conçu. Il est donc égal au débit d'infiltration définitif du revêtement, soit 5 litres par seconde[pas clair].
Les venues d'eau normales au front, proviennent du débit de fuite aux joints de queue du tunnelier, pour une pression maximale de travail dimensionnée comme suit :
- T1 : 9 l/s ;
- T2 et T3 : 15 l/s chacun ;
- Tunnels Terre: 11 l/s chacun.

Les venues d'eau accidentelles en galerie, dans les tunnels principaux, peuvent provenir de la détérioration d'un joint du tunnelier :
- Côté mer : 150 l/s (10 bars de pression maxi) ;
- Côté terre : 50 l/s (3 bars de pression maxi).

Pour les travaux annexes creusés en mode ouvert, il a été pris en compte l'éventualité d'un accroissement brutal des venues d'eau, débitant 500 l/s en tunnel ferroviaire sous mer.
Le débit d'alimentation en eau industrielle en tunnel (réseau incendie) est de 10 l/s par tunnel. Côté terre, le creusement des tunnels se fait en attaque montante et l'évacuation des eaux en tunnel se fait par gravité jusqu'au fond de puits. Côté mer, l'attaque est descendante, excepté sur une longueur de 2,5 km légèrement remontante (0,28 %) au-delà du premier point bas au PK 8,7 ; il faut donc remonter les eaux depuis le front jusqu'au puits sur une dénivelée pouvant atteindre 67 m entre le point de jonction et les gares.
L'installation d'exhaure se compose de 3 parties distinctes :
- l'exhaure à front installée sur le tunnelier qui pompe l'eau depuis le front sur environ 2 km jusqu'à la dernière station relais installée en tunnel ;
- l'exhaure en tunnel installée au fur et à mesure de l'avancement qui ramène l'eau jusqu'au bassin tampon en fond de puits ;
- l'exhaure en puits, qui pompe les eaux provenant des tunnels côté mer et côté terre depuis le fond du puits, pour les rejeter en mer par un émissaire.

Chaque tunnel est équipé depuis le tunnelier jusqu'au puits de 2 installations indépendantes :
- une pour l'exhaure permanente en marche continue ;
- une pour l'exhaure de secours. Cette ligne est utilisée en cas de venue d'eau accidentelle importante ou en remplacement de l'exhaure permanente lorsque celle-ci est en panne ou en maintenance.

L'exhaure à front est installée à l'intérieur de la jupe des tunneliers, et doit évacuer jusqu'à la première station de relayage fixe les venues d'eau permanentes et exceptionnelles à front. Des flexibles sur enrouleurs assurent la liaison entre le train suiveur et les tuyauteries en tunnels. Les deux tuyauteries rejettent l'eau dans le premier batardeau de collecte en tunnel où est installée la station de tête de l'exhaure en tunnel.
En pente descendante, des barrages sont installés en radier tous les kilomètres environ, au droit des stations de relayage de façon à créer des bassins.
Des pompes submersibles sont installées dans les bassins artificiels, ainsi qu'au point bas des tunnels.
Ces pompes alimentent, en parallèle, une conduite de diamètre de 200 mm (débit maximum 80 L/s) débouchant dans le bassin suivant, côté puits, et ainsi de suite. Le démarrage des pompes est commandé par des sondes de niveau haut. De même, l'arrêt s'effectue par des sondes de niveau bas. En aval de chacune des pompes est installé un clapet anti-retour, pour empêcher le retour par une pompe à l'arrêt, et la vidange de la ligne à l'arrêt total.
L'exhaure de secours du tunnel de service est constituée d'une conduite de 300 mm de diamètre, équipée de pompes relais entre la station de tête et le puits. Cette ligne est capable de reprendre la totalité du débit accidentel de 150 l/s pris en compte en tunnel de service.
L'exhaure de secours des tunnels ferroviaires est constituée de 2 lignes :
- dans chaque tunnel, une conduite de 400 mm de diamètre est équipée de pompes relais entre la station de tête et le puits, d'une capacité de 350 l/s ;
- le débit complémentaire nécessaire pour évacuer le débit accidentel de 500 l/s, pris en compte en tunnel ferroviaire, est repris au niveau de la station de tête par une conduite de 300 mm de diamètre. Ce débit est rejeté dans l'autre tunnel ferroviaire au travers du dernier rameau percé.

Les pompes relais sont installées aux stations de relayage de l'exhaure permanente ; les pompes sont submersibles et l'appareillage électrique est installé en hauteur, ce qui autorise le noyage momentané des pompes. Chaque pompe peut être isolée pour permettre le remplacement ou la maintenance sans arrêter le fonctionnement de la ligne.
De plus, toutes les stations de tête et de reprise de batardeaux sont équipées d'une pompe de remplacement.
En fond de puits, deux bassins tampon, d'une capacité totale de 3 500 m3, recueillent les eaux d'exhaure des tunnels côté mer et côté terre et sont reliés par une conduite alimentant 4 pompes d'exhaure du fonds du puits de 325 l/s de capacité chacune.
Les eaux d'exhaure permanente sont rejetées en mer par un diffuseur après passage dans la station de traitement qui permet de réduire le taux de matière en suspension à 0,2 g/l pour des eaux chargées à 20 g/l de fines de craie.
L'alimentation électrique des installations d'exhaure est assurée par le réseau prioritaire secouru par des groupes électrogènes de sécurité.
L'alimentation de remplacement des installations d'exhaure est assurée par le doublement des circuits depuis le poste EDF "Mandarins" et depuis la centrale de secours jusqu'aux transformateurs MT/BT d'alimentation des pompes.
Ces transformateurs et les armoires électriques de l'exhaure à front et des stations de relayage du point bas du profil sont étanches ; toutes les pompes sont submersibles.
La sécurité de fonctionnement est assurée par l'existence de plusieurs lignes de pompage indépendantes :
- en tunnel, dans le cas de panne de l'exhaure permanente, l'évacuation est assurée par l'exhaure de secours, par reprise dans le batardeau en point bas, après « surverse » des batardeaux précédents ;
- la présence d'une tuyauterie mettant en communication les exhaures des tunnels ferroviaires assure une redondance de l'exhaure de secours.

Grâce au doublement des pompes sur chaque ligne de pompage, l'arrêt d'une pompe n'interrompt jamais le fonctionnement d'une ligne.
L'ensemble des installations d'exhaure est contrôlée depuis le PCC où un synoptique permet de vérifier le bon fonctionnement de chaque composant.

## Eau
Par comparaison, on parle de station d'exhaure pour toutes les stations de pompage puisant de l'eau brute.

Ce terme est utilisé pour différencier les différentes lignes de pompage dans les usines de traitement d'eau :
- Exhaure pour l'arrivée d'eau brute.
- Refoulement pour le départ de l'eau traitée.